# Koki Arita
Koki Arita (født 23. september 1991) er en japansk fodboldspiller, som spiller for den japanske fodboldklub Ehime FC.